# Potez XI CAp 2
Le Potez XI CAp2 est un biplan biplace de reconnaissance et de chasse français conçu en 1920.

## Historique
Le Potez XI CAp2 est construit par la société des Aéroplanes Henry Potez en 1922.
Il s'agit d'une réponse au programme technique de 1919, élaboré par le STAé sous l'action du Général Duval, responsable de l'Aéronautique à partir de 1919. Ce programme comprend onze catégories, dont celle d'un biplace de chasse et de reconnaissance. Un turbocompresseur Rateau est exigé, pour obtenir des performances correctes du moteur à haute altitude. Ce matériel n'est toutefois pas au point à cette époque.
L'avion profite de l'expérience des Potez VIII et Potez X. La structure de l'avion est métallique (duralumin) et entoilée, à l'exception de la partie centrale du fuselage, à ossature en bois et revêtement en contreplaqué. Des croisillons de cordes d'acier assurent la rigidité. Le train d'atterrissage comprend deux roues placées au niveau du bord d'attaque et un patin à l'arrière du fuselage. Les postes du pilote et du mitrailleur sont en arrière de l'aile et à l'air libre. L'hélice doit être un modèle Pierre Levasseur à pas variable mais le prototype présente un modèle en bois à pas fixe.
La construction de l'avion et ses essais au sol durent de la seconde moitié de l'année 1921 à décembre 1922. Le turbocompresseur pose de nombreux problèmes d'endurance et de fiabilité, les matériaux résistant mal à des températures supérieures à 800 °C.
Le premier vol est effectué le 11 décembre 1922. Le Potez XI est ensuite présenté à la 8e exposition internationale de Paris jusqu'au 2 janvier 1923.

Les difficultés liées au turbocompresseur entraînent l'abandon de l'avion et de sa catégorie par les Services techniques de l'aéronautique.

## Utilisateurs

### France
- Utilisateur : Potez, prototype.